# Emily Greene Balch
Emily Greene Balch (8 de enero de 1867 - 9 de enero de 1961) fue una académica estadounidense, escritora, sindicalista y pacifista, que recibió el Premio Nobel de la Paz en 1946 compartido con John Raleigh Mott.

## Biografía
Nació en el vecindario jamaicano de Boston, dentro de una familia acomodada, fue de las primeras graduadas del Bryn Mawr College, en el 1889. Continuó estudiando sociología y economía en Europa y los Estados Unidos, y en 1896 ingresó en la facultad de Wellesley College, y en 1913 se convirtió en profesora de economía y sociología.
Durante la Primera Guerra Mundial ayudó a fundar la Liga Internacional de Mujeres para la Paz y la Libertad e hizo campaña contra la entrada de Estados Unidos en el conflicto armado.
Debido a sus actividades pacifistas la Wellesley College terminó con su contrato, y se convirtió en editora de  The Nation, una revista de noticias liberal muy conocida.
Emily se convirtió en cuáquera en 1920, y nunca se casó.

## Honores
En 1946 fue galardonada con el Premio Nobel de la Paz, junto a John Raleigh Mott.

## Muerte
Emily falleció el 9 de enero de 1961 al día siguiente de su 94 cumpleaños.